# Porte des Maghrébins (esplanade des Mosquées)
Ne doit pas être confondu avec Porte des Maghrébins (remparts de Jérusalem).
 (février 2023).
Si vous disposez d'ouvrages ou d'articles de référence ou si vous connaissez des sites web de qualité traitant du thème abordé ici, merci de compléter l'article en donnant les références utiles à sa vérifiabilité et en les liant à la section « Notes et références ».
La Porte des Maghrébins (en arabe : باب المغاربة, ; en hébreu : Shaar HaMughrabim) est une des portes de l'esplanade des Mosquées, dans la vieille ville de Jérusalem. Elle donne sur le pont des Maghrébins permettant de relier l'esplanade des Mosquées, située au sommet du Mont du Temple, à la place du Mur occidental en contrebas.

## Histoire

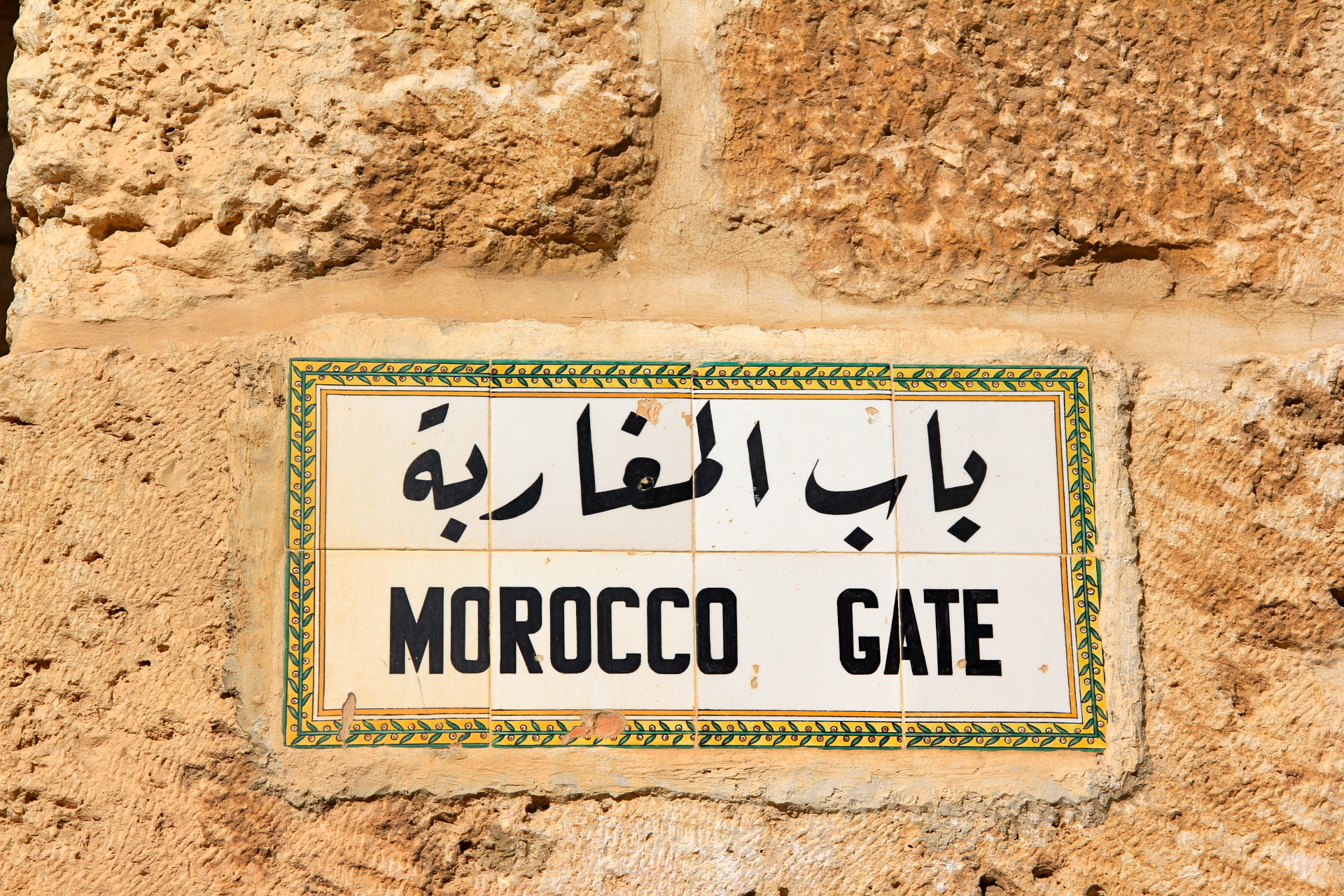
La nouvelle plaque de la porte des Maghrébins. De façon inexacte, le mot arabe « Maghreb » (désignant la région d'Afrique du Nord) a été traduit par « Maroc » (voir la plaque originale).

Cette porte fut nommée ainsi d'après les habitants du quartier adjacent, qui, après la conquête de Saladin, étaient venus vivre à Jérusalem depuis le Maghreb. L'importance de cette porte et du quartier qui l'entoure provient de leur proximité immédiate avec la mosquée al-Aqsa, et plus précisément avec le Mur des Lamentations, que les musulmans appellent le mur de Bouraq (arabe : حَائِطُ ٱلْبُرَاق, translittération : Ḥā’iṭu ’l-Burāq). Cette importance ne date pas d'aujourd’hui, elle est en réalité très ancienne, depuis que ce quartier a été habité par ceux qui y sont venus de contrées lointaines, et y furent installés 
, à savoir les Maghrébins, que Saladin avait fait venir pour l'aider dans ses guerres contre les Croisés, afin de libérer Jérusalem. Ils étaient originaires de l'ensemble du Maghreb, ce qu’on appelle aujourd'hui la Libye, la Tunisie, l'Algérie et le Maroc.
Après Saladin, le quartier des Maghrébins fut entièrement consacré en waqf par son fils, le roi Al-Afdhal Nur ad-Din Ali, après la libération de Jérusalem des Croisés. Il en fit don aux combattants maghrébins qui avaient participé à la conquête aux côtés de son père, et ce quartier conserva leur nom à travers les siècles. Au fil du temps, de nombreux waqfs s’y développèrent : écoles, bâtiments, oratoires, zaouïas, et autres institutions religieuses et sociales. Craignant que les Croisés ne tentent un jour de reprendre Jérusalem par cette faille stratégique, Al-Afdhal y installa les Maghrébins. Il justifia son choix en ces termes :

« J’y ai établi des hommes solides sur terre, redoutables en mer, en qui j'ai confiance pour la protection de cette noble mosquée et de cette ville. »

Ce waqf couvrait l'ensemble des Maghrébins, sans distinction de région ou de tribu. Cela est confirmé par l'historien de Jérusalem Mujir al-Din (en) (mort en 928 H / 1522), qui écrit dans son ouvrage al-Uns al-Jalil bi-tarikh al-Quds wa al-Khalil :

« Il consacra également le quartier des Maghrébins à l’ensemble des Maghrébins, de toutes origines, hommes comme femmes. »

Près de la porte de la chaîne (arabe : باب السلسلة translittération : Bāb al-Silsila), l'une des entrées proches de la mosquée al-Aqsa, se trouvait la zaouïa d'Abou Madyane al-Ghawth, rattachée à une fondation pieuse (waqf) portant le nom des descendants de ce grand savant et combattant, Abou Madyane al-Ghawth, qui avait combattu aux côtés de Saladin lors des croisades. Il aurait perdu une main durant les batailles à Jérusalem, avant de retourner dans sa patrie, Tlemcen, où il mourut.
L'existence de ce waqf est attestée par un document officiel conservé dans les registres des biens waqf de Jérusalem, daté de l’année 720 H (1320 ap. J.-C.). Ce document fut cité par l'historien marocain Abdelhadi Tazi dans son étude intitulée Les waqfs des Maghrébins à Jérusalem. Selon les termes de cette fondation, elle était destinée aux notables maghrébins résidant à Jérusalem ou y arrivant, sans distinction de statut, de profession, d’âge ou de genre :

« quels qu’ils soient, hommes ou femmes, jeunes ou vieux, éminents ou modestes, nul ne peut les en priver ou y prétendre à leur place.  »

Bien que cette fondation soit nominalement associée aux descendants d'Abou Madyane, son bénéfice était destiné à l'ensemble des Maghrébins présents à Jérusalem. Plus étonnant encore, la clause de la waqfiya prévoit que, si jamais aucun Maghrébin ne résidait plus à Jérusalem, le waqf devait alors revenir aux Maghrébins établis à La Mecque, puis, à défaut, à ceux de Médine.
L'historien français Vincent Lemire, dans son ouvrage Au pied du Mur, vie et mort du quartier maghrébin de Jérusalem (1187-1967), retrace l'histoire du quartier maghrébin depuis sa fondation à l'époque de Saladin jusqu’à sa destruction en 1967, en mettant en lumière son rôle religieux, social et culturel, ainsi que la vie quotidienne de ses habitants maghrébins venus de l’ensemble du Maghreb. Ce travail s'appuie sur un large éventail de sources, parmi lesquelles figurent des registres comptables, des contrats de location conclus avec des habitants d'autres confessions, des procès-verbaux de litiges, des recueils judiciaires ainsi que des archives municipales.
La Porte des Maghrébins est l'unique porte par laquelle les non musulmans peuvent entrer afin de visiter l'esplanade des Mosquées.
Il s'agit de l'unique porte toujours sous contrôle des autorités israéliennes tandis que toutes les autres portes de la Mosquée al-Aqsa sont sous contrôle du Waqf de Jérusalem, qui en possède les clefs, contrairement à la Porte des Maghrébins.